# Skarbimir
Skarbimir (1070 circa – 1130 circa) è stato un nobile polacco. Fu conte palatino di Polonia e tutore di re Boleslao III di Polonia e principale attore politico polacco del primo XII secolo.

## Biografia
Apparteneva al potente clan Awdaniec ed era quindi di indubbia origine normanna. L'identità dei genitori è invece incerta: mentre della madre non si sa nulla, il padre viene tradizionalmente identificato con Michal il Vecchio, fondatore del monastero benedettino di Lubin, anche se non mancano teorie alternative come quella che lo vedrebbe figlio di Magnus, conte di Breslavia. Era inoltre imparentato con la dinastia regnante polacca dei Piasti, anche se non è chiaro in che grado.
Seguì re Boleslao II di Polonia in esilio, rientrando comunque poco dopo in patria. La sua ascesa avvenne principalmente durante il regno di Ladislao Ermanno di Polonia, che assistette nel pacificare il regno dai nobili riottosi. Alla morte di Ladislao Ermanno divenne quindi tutore del giovane figlio Boleslao III di Polonia durante la sua minore età. Durante la reggenza condusse spedizioni militari contro il duca Bořivoj II di Boemia, suo nemico, e coniò moneta in maniera indipendente, detenendo di fatto il vero potere decisionale del regno.
Divenuto maggiorenne, Boleslao III lo nominò voivoda di Cracovia. Tuttavia in seguito Skarbimir e il sovrano entrarono in conflitto per motivi non ben chiari (forse il conte disapprovava il tentativo di forzare l'eredità per primogenitura imposto dal sovrano), e nel 1117 si ribellò apertamente col supporto di Vladimir II di Kiev, forse per impossessarsi del trono. La ribellione tuttavia fallì, e Skarbimir fu catturato e accecato. Per breve tempo il conte perse il favore di Boleslao e Piotr Włostowic fu nominato conte palatino al suo posto, ma già nel 1121 egli venne rimosso dall'incarico e Skarbimir reintegrato, come conferma un documento dei primi anni 1120 redatto dal legato papale in Polonia Egidio di Tuscolo.
Nel primo XII secolo il conte Skarbimir figura spesso tra i protettori delle chiese di Lubin, mentre dopo il 1130 le sue menzioni si fanno quasi nulle, portando a ritenere che sia morto attorno a quella data. Nel 1132 Piotr Włostowic era tornato ad essere conte palatino, quindi una morte entro quella data di Skarbimir, già ultrasessantenne, è quasi certa. Skarbimir è storicamente riconosciuto come uno dei membri più importanti del clan Awdaniec, e i geni dell'aplogruppo I-M253, molto rari in Polonia perché di origine scandinava, sono fatti risalire proprio a lui, che sarebbe stato quindi l'antenato comune ai portatori.